# Reök Etele
Vitéz greifenberghi Reök Etele Lajos Béla Géza (Szeged, 1886. április 26. – Budapest, 1964. május 27.), ezredes.

## Élete
A nemesi származású greifenberghi Reök család sarja. Apja, greifenberghi Reök Iván (1855-1923), vízügyi mérnök, a szegedi Reök-palota építtetője, tulajdonosa, birtokos, anyja, nemes Kelemen Berta Ida (1861-1945) volt. Apai nagyszülei nemes Reök István (1816-1877), ügyvéd, földbirtokos, Békés-megye bizottmányi tagja, békéscsabai királyi közjegyző, és rozváczi Omazta Mária (1833-1906) voltak. Az anyai nagyszülei nemes Kelemen István (1833-1926), szegedi ügyvéd, birtokos, és szili Török Franciska (1843-1911) voltak. Reök Etele fivére, dr. Reök Andor (1899-1944) Szabadka és Baja főispánja 1941 és 1944 között, agrármérnök, a Magyar Közművelődési Egyesület elnöke volt.
1916-ban a 12 000 Koronára becsült szegedi Reök-palota épület ajándékozással Berdenich Jenőné Reök Mária, újból férjezett Kerner Gézánéra szállt; tőle 1928-ban adásvétellel egyenlő arányban vitéz Reök Etele budapesti, dr. Korpássy Gyuláné Reök Margit és dr. Reök Iván Andor szegedi lakosok birtokába került. Reök Etele, az 5. honvéd gyalogezred főhadnagya 1911-ben, Reök Iván országgyűlési képviselő 1921-ben a palota lakói.
A kommunizmus bejövetele után, őt és családját kitelepítették, vagyonát elkobozták. Segédmunkásként dolgozott. 1964. május 27.-én hunyt el Budapesten.

## Házasságai és leszármazottjai
Első neje Csige Gizella Rózsa Gabriella, akitől származott:
- vitéz Reök Attila (1913-2012), százados. Neje, Ábráhám Judit.

1919 november 13.-án megházasodott báró Pletzger Mária Beatrix (1897-1962) kisasszonnyal. Házasságukból született:
- Reök Evelin

A harmadik feleségét, a református vallású Korbonits Margit Annát, 1928. július 24.-én vette el Szekszárdon. A frigyükből volt:
- Reök Judit.
- Reök Iván.